# Средновековно българско укрепено селище на хълмовете Ехото и Магнолия в Балчик
Средновековното българско укрепено селище на хълмовете Ехото и Магнолия в Балчик е съществувало по времето на Първата и Втората български държави.
То е сред 3-те установени в района средновековни български селища (наред със Старобългарското укрепено селище северно от авиобаза Балчик и Голямата крепост в дн. кв. „Хоризонт“ на града), които – подобно на по-късната столица Велико Търново, съществуват в средновековната „агломерация“, идентифицирана от повечето изследователи като Карвуна.

## Описание
Селището е стратегическо, разположено е естествено и допълнително укрепено върху платата и билата на 2 хълма от 5-те извисяващи се в града. Основната част – „цитаделата“, е на най-високия (126 м) хълм Ехото (Джени баир), с почти отвесни склонове от всички страни, достъпен само от запад; обхваща 36 дка. Другата част – като „аванпост“, е на отсрещния хълм „Магнолия“ (Сусам баир, висок 82 м, с площ 23 дка).
От проучванията са разкрити: землен укрепителен вал с ров, дълги 50 м, преграждащи хълма почти наполовина от север на юг, стотина постройки (жилищни и стопански сгради, ями за съхранение на зърнени храни, църква и некропол. Не е изключено да е имало поселения или някакви структури и на останалите 3 балчишки хълма:
- хълм Иван Вазов, висок 89 м, като източно продължение непосредствено до Ехото,
- хълм Островръх (Сиври тепе), висок 52 м, съвсем до морето,
- Кръстов хълм (Селям тепе), висок 102 м над центъра на града.

Тези геоморфоложки форми, също както и гоемите хълмове Ехото и Магнолия, са немалко засегнати от сврачищата и ерозията и са загубили свои части, а поради по-малкия им размер по-малко от площта (спрямо средновековната) е оцеляла.
Местоположение:
- цитадела на хълма Ехото, GPS координати: 43°24’34” с.ш., 28°09’22” и.д.,
- селище аванпост на хълм Магнолия, координати: 43°24'26" с.ш., 28°9'15" и.д.

## История
Доколко селището на двата хълма може да бъде свързано с летописните сведения от българския апокрифен летопис, е трудно да се установи, но летописецът там в ранното средновековие е записал:
"И населих земята Карвунска, наречена българска; беше опустяла от елини за 130 години. И населих я с множество люде от Дунава до морето, и поставих им цар из тях: името му беше цар Слав. И този цар, прочее, насели села и градове. Няколко време тези люде бяха езичници. И този цар сътвори сто могили в земята българска. Тогава му дадоха име „стомогилен цар“. В тези години имаше обилие от всичко. И имаше сто могили в неговото царство. И той беше първият цар в българската земя".
Укрепеното със землен вал селище (подобпо на Онгъла, Плиска, старобългарските защитни линии в Бесарабия, Добруджа, Тракия, както и съседното Старобългарско селище северно от военно летище Балчик и пр.) е съществувало от времето на Първото българско царство, когато поради трудностите с отбраната на обширната стара крепост, разположена в равнината на високия добруджански бряг далеч от пристанището и без обзор към морето, българите строят цитадела на двата крайморски хълма, естествено укрепени и във визуална връзка с пристанището, старата крепост и с широкия хоризонт. Възможно след унищожителното нашествие на Светослав I в България, завладял България в 969 г., или след бунта на българина Нестор в 1074 г. там по своя воля или по принуда от властта се събира голяма част от българското население и на хълмовете цъфти оживен и добре осигурен живот, видно по откритите големи количества първокласна, включително вносна, богата битова керамика, монети и пр.
Селището е унищожено след разгрома на похода на Владислав ІІІ Варненчек през 1444 г. от турците и мястото напълно запустява. Днес то е обрасло с преплетена растителност, опасно и недостъпно.

## Проучвания
Началото на проучванията на хълма Eхото (Дженни баир) е поставено през 1957 г. с теренни обхождания, които категорично доказват наличие на средновековно селище върху хълма, а през 1978 г. започват мащабни разкопки. От този първи археологически сезон в научния архив на Историческия музей в Балчик е съхранен полеви дневник, в който се описват десетки жилища с разнообразни конструкции, стопански помещения и ями с богат инвентар. Разкопките продължават през 1981 и 1986 г. За последен път са възобновявани през 2003 г., но в много скромен мащаб, с характер по-скоро на сондажи, целящи да изяснят определени въпроси от хронологията на обитаване.
През 1957 г. е открит укрепеният землен вал с ров на селището. В хода на проучванията след 1978 г. са разкопани стотина сгради, жилища и стопански помещения, ями за съхранение на зърнени храни, част от землено укрепление, църква и некропол.
В Археологическя музей във Варна се съхраняват находките от теренните обхождания. В много от жилищата са открити представителни находки, които дават основание на историците да отъждествят Балчишката среновековна „агломерация“, включваща и голямата крепост в кв. Хорозонт (където в 2016 г. е открита златна монета от периода 912 – 969 г. – времето на голямата българска победа в битката при Ахелой, с познатия от писмените извори средновековен град Карвуна – административен център на Карвунската хора през ХІ–ХІV в.
Следва да се посочи, че само в разкрито през 1978 г. жилище са открити 34 цели съда заедно с 2 монети на Йоан ІІ Комнин (1118 – 1143). Находките от друго жилище са датирани с медна монета от българския цар Константин Асен (1257 – 1277). В яма за зърнени храни е открита монета от император Мануил I Комнин (1043 – ок. 1050 г.), а монета от Алексей I Комнин със сина си Йоан (ок. 1092 г.) е намерена на хълма преди разкопките. На повърхността на съседния хълм Магнолия (Сусам баир) също са намирани фрагменти от средновековна керамика, а в центъра на града при изкопни работи източно от централния площад са открити сграфито купи. Подобен богат инвентар произхожда и от помещенията, които са проучвани на големия хълм Ехото през 1986 г.
Поради недостиг на средства след 1989 г. разкопките на селището са прекратени, а след смъртта на проучвателя му Марин Димитров голяма част от документацията е изгубена. Липсата на своевременна научна публикация постепенно превръща Селището в неразрешена докрай археологическа загадка. Днес във фонда на Балчишкия музей се намират стотици находки, но за повечето от тях няма конкретни данни за местонамирането им и за съпътстващия ги археологически контекст. Въпреки това много от паметниците са достатъчно представителни и информативни, за да се публикуват като колекция.